# Чемпионат мира по футболу ConIFA 2020
Чемпионат мира по футболу ConIFA 2020 станет четвертым чемпионатом мира по футболу под эгидой CONIFA - это международный футбольный турнир для футбольных сборных непризнанных государств. Турнир должен был проводиться с 30 мая по 7 июня. Принять участие в нём должны были 16 команд. Изначально, страной-хозяйкой турнира стал Сомалиленд, но он был вынужден отказаться от этого в августе 2019 года. Позже было объявлено, что турнир будет проводиться в Северной Македонии, Скопье. Однако 23 марта 2020 года CONIFA объявила, что турнир не будет проведён из-за пандемии COVID-19. 